# 공동하숙소

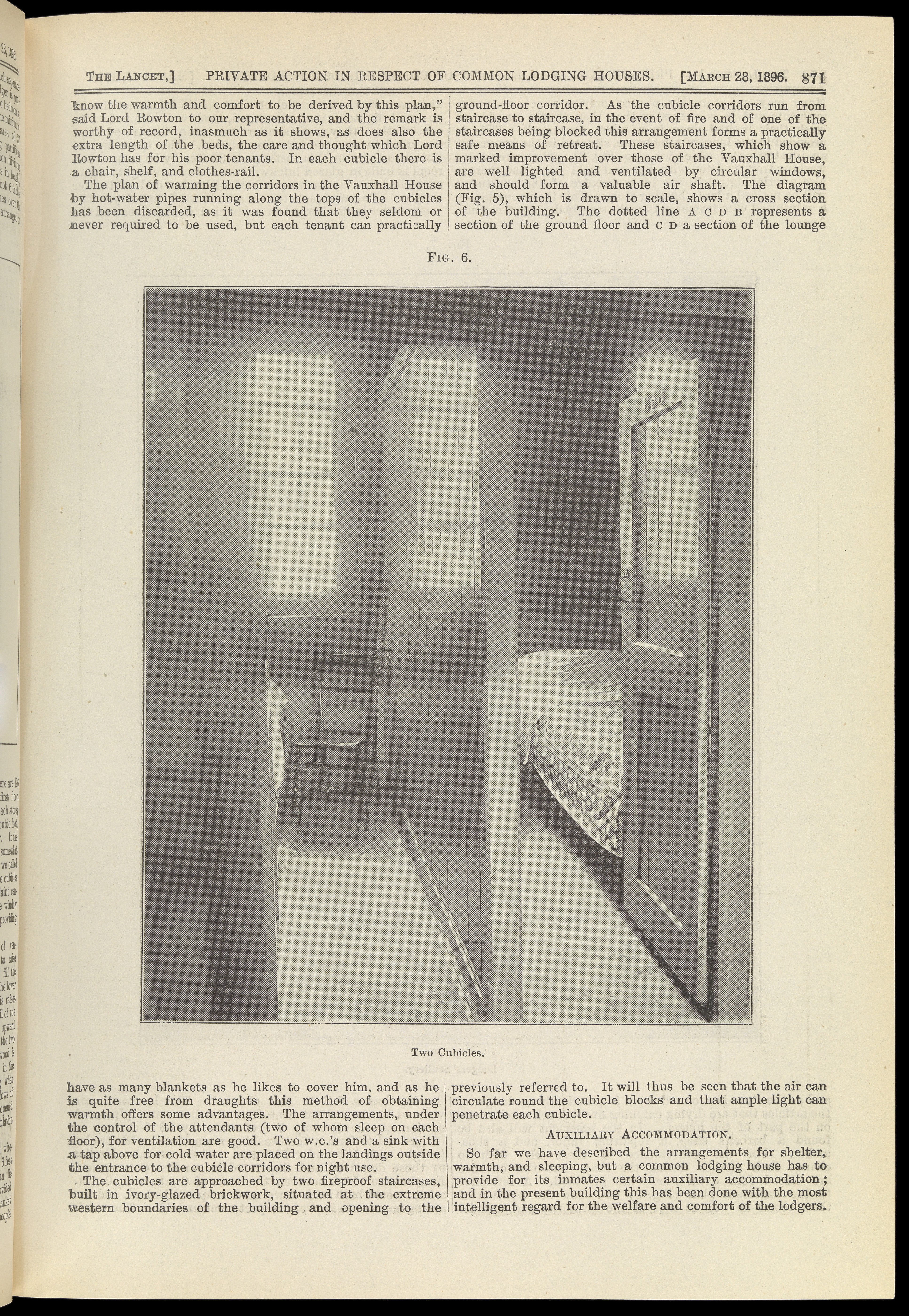

공동하숙소(common lodging-house)는 빅토리아 시대의 값싼 주거형태로 가족관계가 아닌 복수의 사람들이 하나 또는 그 이상의 방에서 함께 하숙하며 숙식을 해결하는 곳이었다. 오늘날 존재하는 것들 중 가장 가까운 것은 호스텔이랄 수 있다.
런던의 공동하숙소들은 그 환경이 끔찍하기로 악명높았으며, 범죄와 매춘의 온상이 되어 1851년 및 1853년 공동하숙소법을 만들 정도였다. 그러나 이러한 규제조치는 오전 10시에서 저녁 사이에 하숙소를 비우라는 것이었기에 가난하고 병든 하숙인들에게 거의 무용했다.
1894년 공동하숙소에 대한 규제는 더욱 철저해져 그 소관이 경찰에서 런던 주평의회로 이관되었다. 새로운 규제에서는 건물주들에게 벽면과 천장을 일년에 두번씩 회칠할 것, 매음굴화되기 일쑤인 남녀공용 공동하숙소를 폐지할 것 등이 포함되어 있었다. 적당한 침대와 침구도 제공되었으며, 그전까지 공동하숙소 거주자들은 바닥에 매트리스를 깔고 자거나 그보다 더 열악한 생활을 하기도 했다.